# Eruca vesicaria
Espèce
Eruca vesicaria, la roquette sauvage, est une espèce de plantes à fleurs de la famille des Brassicacées (ou crucifères). C'est une plante annuelle originaire du bassin méditerranéen.
La roquette, variété cultivée, Eruca sativa, est considérée comme une sous-espèce Eruca vesicaria subsp sativa

## Synonymes
- Brassica eruca L. ,
- Brassica hispida Ten.
- Brassica vesicaria L.
- Brassica hispida Ten.
- Eruca aurea Batt.
- Eruca eruca (L.) Asch. & Graebn.
- Eruca foetida Moench
- Eruca glabrescens Jord.
- Eruca grandiflora Cav.
- Eruca oleracea J. St.-Hil.
- Eruca orthosepala Lange
- Eruca permixta Jord.
- Eruca sativa Mill.
- Eruca sylvestris Bubani
- Euzomum vesicarium (L.) Link
- Raphanus eruca (L.) Crantz
- Raphanus vesicarius (L.) Crantz
- Velleruca longistyla Pomel

## Description

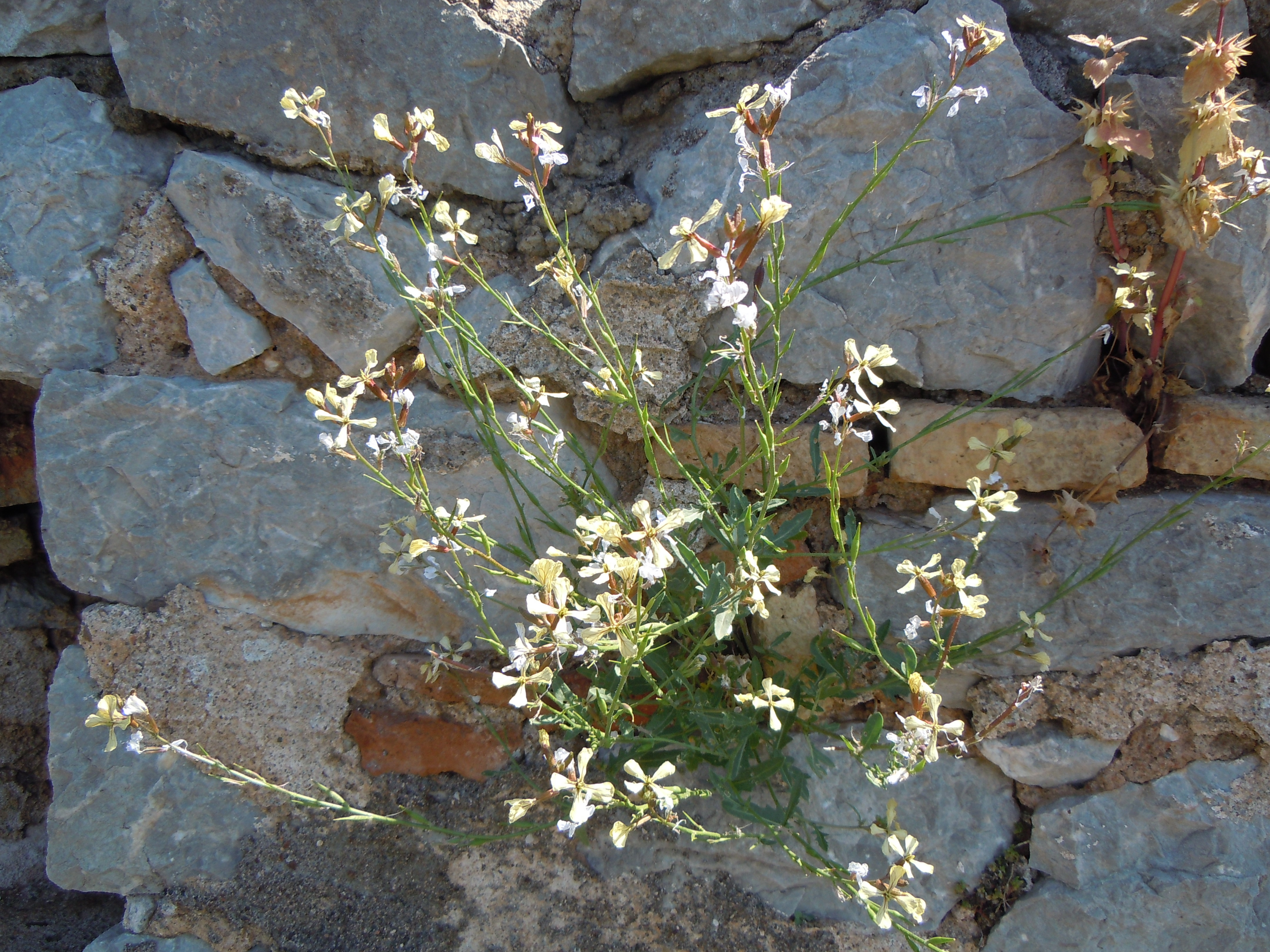
Roquette sauvage poussant sur un mur en Grèce.

- Sépales oblong (7 à 12 mm)
- Fleurs aux pétales (15 à 20 mm)  linéaires nervurés[1].

## Habitat
- Rocailles et friches du bassin méditerranéen (Espagne, Grèce, Afrique du Nord)